# Alpiner Skiweltcup in Lech-Zürs 2021/22
Der Alpine Skiweltcup in Lech-Zürs 2021/22 gehörte zum Alpinen Skiweltcup 2021/22 und fand am 13. und 14. November 2021 in Lech-Zürs statt. Es wurden sowohl bei den Damen als auch bei den Herren lediglich Rennen im Parallel-Wettbewerb ausgetragen.

## Streckendaten
|                                  | Parallel Damen    | Parallel Herren       |
| -------------------------------- | ----------------- | --------------------- |
| Datum                            | 13. November      | 14. November          |
| Ort                              | Flexenarena       | Flexenarena           |
| Qualifikation Startzeit 1. Lauf  | 10:00 Uhr         | 10:00 Uhr             |
| Elimination Startzeit 2. Lauf    | 10:42 Uhr         | 10:50 Uhr             |
| Finale-Startzeit                 | 17:00 Uhr         | 16:00 Uhr             |
| Seehöhe Start                    | 1820 m            | 1820 m                |
| Seehöhe Ziel                     | 1718 m            | 1718 m                |
| Höhendifferenz                   | 102 m             | 102 m                 |
| Streckenlänge                    | ?                 | ?                     |
| Qualifikation Kurssetzer 1. Lauf | Markus Mayr (FIS) | Emmanuel Couder (FIS) |
| Elimination Kurssetzer 2. Lauf   | Markus Mayr (FIS) | Emmanuel Couder (FIS) |
| Qualifikation Tore 1. Lauf       | 19                | 19                    |
| Elimination Tore 2. Lauf         | 19                | 19                    |
| Finale-Tore                      | 19                | 19                    |

## Teilnehmende Nationen und Athleten
Es nahmen 103 Skirennläufer (davon 46 Damen und 57 Herren) aus 25 Nationen am Alpinen Skiweltcup in Lech-Zürs teil.
| Nation                            | Anzahl               | Athletin | Athlet |
| Europa (20 Nationen)              | Europa (20 Nationen) | Europa (20 Nationen) | Europa (20 Nationen) |
| --------------------------------- | -------------------- | --- | --- |
| Belgien                           | 1+1                  | Axelle Mollin | Armand Marchant |
| Deutschland                       | 3+5                  | Andrea Filser, Lena Dürr, Emma Aicher | Alexander Schmid, Stefan Luitz, Linus Straßer, Julian Rauchfuss, Fabian Gratz                                                            |
| Finnland                          | 1                    | | Samu Torsti |
| Frankreich                        | 2+5                  | Coralie Frasse Sombet, Clara Direz | Alexis Pinturault, Thibaut Favrot, Cyprien Sarrazin, Clément Noël, Victor Muffat-Jeandet                                                 |
| Irland                            | 1                    | | Alec Scott |
| Italien                           | 5+5                  | Marta Bassino, Roberta Midali, Sophie Mathiou, Anita Galli, Celina Haller                                                                                          | Luca De Aliprandini, Alex Vinatzer, Giovanni Borsotti, Simon Maurberger, Hannes Zingerle                                                 |
| Kroatien                          | 1                    | | Filip Zubčić |
| Liechtenstein                     | 1+1                  | Charlotte Lingg | Ian Gut |
| Litauen                           | 1                    | | Andrej Drukarov |
| Niederlande                       | 1+1                  | Adriana Jelinkova | Maarten Meiners |
| Norwegen                          | 5+6                  | Thea Louise Stjernesund, Kristin Lysdahl, Maria Therese Tviberg, Marte Monsen, Kristina Riis-Johannessen                                                           | Henrik Kristoffersen, Timon Haugan, Atle Lie McGrath, Leif Kristian Nestvold-Haugen, Fabian Wilkens Solheim                              |
| Österreich                        | 9+8                  | Katharina Liensberger, Elisa Mörzinger, Katharina Truppe, Franziska Gritsch, Stephanie Brunner, Chiara Mair, Katharina Huber, Katharina Gallhuber, Stephanie Resch | Fabio Gstrein, Adrian Pertl, Christian Hirschbühl, Dominik Raschner, Michael Matt, Stefan Brennsteiner, Patrick Feurstein, Thomas Dorfer |
| Polen                             | 1+1                  | Maryna Gąsienica-Daniel | Michał Jasiczek |
| Russland                          | 2                    | | Iwan Andrejewitsch Kusnezow, Alexander Alexandrowitsch Andrijenko                                                                        |
| Schweden                          | 2+2                  | Sara Hector, Estelle Alphand | Mattias Rönngren, Kristoffer Jakobsen |
| Schweiz                           | 8+6                  | Lara Gut-Behrami, Andrea Ellenberger, Jasmina Suter, Delia Durrer, Camille Rast, Simone Wild, Vanessa Kasper, Amélie Klopfenstein                                  | Gino Caviezel, Cédric Noger, Daniele Sette, Marco Reymond, Thomas Tumler, Livio Simonet                                                  |
| Slowenien                         | 4+3                  | Tina Robnik, Meta Hrovat, Ana Bucik, Andreja Slokar | Žan Kranjec, Štefan Hadalin, Rok Ažnoh                                                                                                   |
| Slowakei                          | 1                    | | Andreas Žampa |
| Tschechien                        | 1                    | | Daniel Paulus |
| Vereinigtes Königreich            | 2                    | | Billy Major, Charlie Raposo |
| Nord- und Südamerika (3 Nationen) |                      | | |
| Bolivien                          | 1                    | | Simon Breitfuss Kammerlander |
| Kanada                            | 2                    | | Erik Read, Trevor Philp |
| Vereinigte Staaten                | 3                    | Paula Moltzan, Nina O’Brien, A J Hurt | |
| Ozeanien (1 Nation)               |                      | | |
| Neuseeland                        | 1                    | Piera Hudson | |
| Asien (1 Nation)                  |                      | | |
| Japan                             | 1                    | | Seigo Katō |

## Bericht

### Vorbericht
Der Kartenvorverkauf, der nur online stattfand, begann am 1. Oktober 2021. Es durften für die beiden Tage jeweils 3.000 Karten verkauft werden, davon 500 VIP-Karten. Wegen der COVID-19-Pandemie fanden keine Autogrammstunden und Partys statt. Es kam die 3G-Regel zur Anwendung. Am 4. November 2021 gab der FIS-Renndirektor Markus Mayr bei der obligatorischen Schneekontrolle grünes Licht für die beiden Parallel-Wettbewerbe der Damen und Herren.

### Samstag, 13. November 2021, Parallel Damen
In diesem Jahr gab es keine Titelverteidigung. Die Vorjahressiegerin Petra Vlhová war bereits in Levi, wo das Lappland-Rennen 2021 am 20. und 21. November 2021 bevorstand. Auch die Auftaktsiegerin von Sölden, Mikaela Shiffrin, war aufgrund von Rückenproblemen nicht am Start.
Qualifikation
In der Qualifikation funktionierte die Start-Gate-Öffnung bei der Österreicherin Stephanie Brunner nicht und musste ausgetauscht werden. Die Qualifikation gewann die Norwegerin Thea Louise Stjernesund mit einer Gesamtzeit von 48,05 Sekunden vor der Slowenin Andreja Slokar (+ 0,42 s) und der Norwegerin Kristin Lysdahl (+ 0,49 s).
Fürs Finale der besten 16 waren qualifiziert: Thea Louise Stjernesund, Andreja Slokar, Kristin Lysdahl, Lena Dürr, Marta Bassino, Tina Robnik, Sara Hector, Lara Gut-Behrami, Marte Monsen, Katharina Liensberger, Elisa Mörzinger, Andrea Ellenberger, Maryna Gąsienica-Daniel, Stephanie Brunner, Coralie Frasse Sombet und Vanessa Kasper.
Finale
Eine Stunde vor Rennbeginn herrschte starker Schneefall und der Wind wehte mit 11 km/h bei Temperaturen knapp über dem Gefrierpunkt (2 Grad Celsius). Zum Abend hin ließen der Schneefall und der Wind nach. Im Achtelfinale gab es eine Überraschung, denn die Schweizerin Lara Gut-Behrami verlor ihr Duell gegen die Norwegerin Marte Monsen. Auch die drei Österreicherinnen schieden im Achtelfinale aus. Die Deutsche Lena Dürr stieg ins Viertelfinale auf und verlor dort ihr Duell gegen die Italienerin Marta Bassino. Dürr stand im kleinen Finale um die Plätze fünf bis acht und erreichte den siebten Platz. Marta Bassino stand im Halbfinale und verlor ihr Duell gegen die Norwegerin Thea Louise Stjernesund und hatte noch die Chance auf den dritten Platz im kleinen Finale. Dieses verlor sie jedoch gegen die Norwegerin Kristin Lysdahl. Die Slowenin Andreja Slokar fuhr vom Achtelfinale bis ins Finale vor, das sie dann gegen die Norwegerin Thea Louise Stjernesund souverän gewann. Es war der erste Weltcupsieg ihrer Laufbahn.

### Sonntag, 14. November 2021, Parallel Herren
Qualifikation
In der Qualifikation gab es eine Überraschung, denn der Franzose Alexis Pinturault hatte nach einem Torfehler im zweiten Lauf das Finale der besten 16 verpasst. Der Österreicher Dominik Raschner gewann mit einer Gesamtzeit von 45,58 Sekunden vor dem Slowenen Žan Kranjec (+ 0,04 s) und dem Norweger Henrik Kristoffersen (+ 0,12 s).
Fürs Finale der besten 16 waren qualifiziert: Dominik Raschner, Žan Kranjec, Henrik Kristoffersen, Atle Lie McGrath, Adrian Pertl, Erik Read, Linus Straßer, Julian Rauchfuss, Štefan Hadalin, Trevor Philp, Alex Vinatzer, Alexander Schmid, Cyprien Sarrazin, Stefan Brennsteiner, Christian Hirschbühl und Armand Marchant.
Finale
Alle drei Deutschen verloren ihre Duelle im Achtelfinale und schieden aus. Im 1. Lauf des Achtelfinales lag der Österreicher Christian Hirschbühl drei Zehntel gegen den Slowenen Žan Kranjec zurück. Diese holte Hirschbühl im Rücklauf noch auf, gewann sein Duell und stand somit im Viertelfinale. Der Belgier Armand Marchant verlor sein Duell gegen Dominik Raschner. Somit stand Raschner im Viertelfinale gegen den Slowenen Štefan Hadalin. Hadalin verlor das Duell, stand im kleinen Finale um die Plätze fünf bis acht und erreichte Platz acht. Christian Hirschbühl lag im ersten Lauf des Viertelfinales 26 Hundertstel hinter dem Kanadier Trevor Philp. Im zweiten Lauf machte der Österreicher den Rückstand wett und stand im Halbfinale. Im kleinen Finale stand Trevor Philp um die Plätze fünf bis acht und erreichte Platz fünf. Der Österreicher Adrian Pertl hatte knapp um elf Hundertstel sein Duell im Viertelfinale gegen Atle Lie McGrath verloren. Christian Hirschbühl hatte im Halbfinale den 1. Lauf am Start verkalkuliert und lag damit fünf Zehntel vor dem Norweger Henrik Kristoffersen. Im 2. Lauf gelang Hirschbühl Unglaubliches und er stand im Finale gegen seinen Landsmann Dominik Raschner. Das kleine Finale bestritten die Norweger Atle Lie McGrath und Henrik Kristoffersen mit dem besseren Ende für McGrath. Im großen Finale lag Christian Hirschbühl gegen Dominik Raschner zunächst hinten, fing im Rücklauf aber seinen Landsmann noch ab. Dies war der erste Sieg seiner Laufbahn.

## Ergebnis Damen

### Qualifikation
| Roter Kurs | Roter Kurs                | Roter Kurs | Blauer Kurs | Blauer Kurs           | Blauer Kurs |
| Platz      | Name                      | Zeit       | Platz       | Name                  | Zeit        |
| ---------- | ------------------------- | ---------- | ----------- | --------------------- | ----------- |
| 01         | Thea Louise Stjernesund   | 23,67 s    | 01          | Elisa Mörzinger       | 24,14 s     |
| 02         | Andreja Slokar            | 24,11 s    | 02          | Lara Gut-Behrami      | 24,18 s     |
| 03         | Kristin Lysdahl           | 24,12 s    | 03          | Tina Robnik           | 24,22 s     |
| 04         | Marta Bassino             | 24,25 s    | 04          | Sara Hector           | 24,27 s     |
| 05         | Maryna Gąsienica-Daniel   | 24,28 s    | 05          | Marte Monsen          | 24,29 s     |
| 06         | Simone Wild               | 24,32 s    | 06          | Lena Dürr             | 24,31 s     |
| 07         | Katharina Liensberger     | 24,36 s    | 07          | Andrea Ellenberger    | 24,37 s     |
| 08         | Emma Aicher               | 24,45 s    | 08          | Vanessa Kasper        | 24,54 s     |
| 09         | Katharina Truppe          | 24,51 s    | 09          | Stephanie Brunner     | 24,59 s     |
| 10         | Coralie Frasse Sombet     | 24,58 s    | 10          | Paula Moltzan         | 24,62 s     |
| 11         | Clara Direz               | 24,60 s    | 11          | Maria Therese Tviberg | 24,67 s     |
| 12         | Chiara Mair               | 24,61 s    | 12          | Estelle Alphand       | 24,68 s     |
| 13         | Andrea Filser             | 24,62 s    | 13          | Camille Rast          | 24,69 s     |
| 14         | Franziska Gritsch         | 24,68 s    | 14          | Piera Hudson          | 24,76 s     |
| 15         | Jasmina Suter             | 24,88 s    | 15          | Katharina Gallhuber   | 24,77 s     |
| 16         | Meta Hrovat               | 24,89 s    | 16          | A J Hurt              | 24,78 s     |
| 17         | Katharina Huber           | 24,93 s    | 17          | Roberta Midali        | 24,90 s     |
| 18         | Kristina Riis-Johannessen | 24,99 s    | 18          | Stephanie Resch       | 24,93 s     |
| 19         | Nina O’Brien              | 25,02 s    | 19          | Sophie Mathiou        | 25,03 s     |
| 20         | Delia Durrer              | 25,14 s    | 20          | Ana Bucik             | 25,07 s     |
| 21         | Anita Gulli               | 25,29 s    | 21          | Charlotte Lingg       | 25,23 s     |
| 22         | Celina Haller             | 25,37 s    | 22          | Adriana Jelinkova     | 25,53 s     |
| 23         | Amélie Klopfenstein       | 25,86 s    | 23          | Axelle Mollin         | 25,95 s     |

### Elimination
|                                   |                          | Blauer Kurs              | Roter Kurs               |                          |
| Platz                             | Name                     | Zeit                     | Zeit                     | Gesamt                   |
| Qualifiziert fürs Finale          | Qualifiziert fürs Finale | Qualifiziert fürs Finale | Qualifiziert fürs Finale | Qualifiziert fürs Finale |
| --------------------------------- | ------------------------ | ------------------------ | ------------------------ | ------------------------ |
| 01                                | Thea Louise Stjernesund  | 24,38 s (10)             | 23,67 s (1)              | 48,05 s                  |
| 02                                | Andreja Slokar           | 24,36 s (8)              | 24,11 s (2)              | 48,47 s                  |
| 03                                | Kristin Lysdahl          | 24,42 s (11)             | 24,12 s (3)              | 48,54 s                  |
| 04                                | Lena Dürr                | 24,31 s (6)              | 24,25 s (4)              | 48,56 s                  |
| 05                                | Marta Bassino            | 24,34 s (7)              | 24,25 s (4)              | 48,59 s                  |
| 06                                | Tina Robnik              | 24,22 s (3)              | 24,39 s (9)              | 48,61 s                  |
| 07                                | Sara Hector              | 24,27 s (4)              | 24,40 s (10)             | 48,67 s                  |
| 08                                | Lara Gut-Behrami         | 24,18 s (2)              | 24,53 s (14)             | 48,71 s                  |
| 09                                | Marte Monsen             | 24,29 s (5)              | 24,45 s (11)             | 48,74 s                  |
| 10                                | Katharina Liensberger    | 24,56 s (13)             | 24,36 s (8)              | 48,92 s                  |
| 11                                | Elisa Mörzinger          | 24,14 s (1)              | 24,85 s (24)             | 48,99 s                  |
| 12                                | Andrea Ellenberger       | 24,37 s (9)              | 24,66 s (20)             | 49,03 s                  |
| 13                                | Maryna Gąsienica-Daniel  | 24,78 s (23)             | 24,28 s (6)              | 49,06 s                  |
| 14                                | Stephanie Brunner        | 24,59 s (15)             | 24,55 s (15)             | 49,14 s                  |
| 15                                | Coralie Frasse Sombet    | 24,56 s (13)             | 24,58 s (16)             | 49,14 s                  |
| 16                                | Vanessa Kasper           | 24,54 s (12)             | 24,77 s (23)             | 49,31 s                  |
| nicht für das Finale qualifiziert |                          |                          |                          |                          |
| 17                                | Simone Wild              | 25,00 s (34)             | 24,32 s (7)              | 49,32 s                  |
| 18                                | Andrea Filser            | 24,70 s (20)             | 24,62 s (19)             | 49,32 s                  |
| 19                                | Emma Aicher              | 24,91 s (32)             | 24,45 s (11)             | 49,36 s                  |
| 20                                | Katharina Truppe         | 24,87 s (27)             | 24,51 s (13)             | 49,38 s                  |
| 21                                | Estelle Alphand          | 24,68 s (18)             | 24,71 s (22)             | 49,39 s                  |
| 22                                | Clara Direz              | 24,80 s (26)             | 24,60 s (17)             | 49,40 s                  |
| 23                                | Chiara Mair              | 24,90 s (30)             | 24,61 s (18)             | 49,51 s                  |

|       |                           | Blauer Kurs  | Roter Kurs   |         |
| Platz | Name                      | Zeit         | Zeit         | Gesamt  |
| ----- | ------------------------- | ------------ | ------------ | ------- |
| 24    | Maria Therese Tviberg     | 24,67 s (17) | 24,91 s (28) | 49,58 s |
| 25    | Camille Rast              | 24,69 s (19) | 24,97 s (32) | 49,66 s |
| 26    | A J Hurt                  | 24,78 s (23) | 24,88 s (25) | 49,66 s |
| 27    | Jasmina Suter             | 24,87 s (27) | 24,88 s (25) | 49,75 s |
| 28    | Katharina Gallhuber       | 24,77 s (22) | 25,01 s (34) | 49,78 s |
| 29    | Franziska Gritsch         | 25,13 s (40) | 24,68 s (21) | 49,81 s |
| 30    | Nina O’Brien              | 24,79 s (25) | 25,02 s (35) | 49,81 s |
| 31    | Roberta Midali            | 24,90 s (30) | 24,95 s (31) | 49,85 s |
| 32    | Piera Hudson              | 24,76 s (21) | 25,11 s (38) | 49,87 s |
| 33    | Kristina Riis-Johannessen | 24,89 s (29) | 24,99 s (33) | 49,88 s |
| 34    | Meta Hrovat               | 25,03 s (35) | 24,89 s (27) | 49,92 s |
| 35    | Stephanie Resch           | 24,93 s (33) | 25,08 s (36) | 50,01 s |
| 36    | Charlotte Lingg           | 25,23 s (41) | 24,93 s (29) | 50,16 s |
| 37    | Katharina Huber           | 25,23 s (41) | 24,93 s (29) | 50,16 s |
| 38    | Ana Bucik                 | 25,07 s (38) | 25,09 s (37) | 50,16 s |
| 39    | Celina Haller             | 25,03 s (35) | 25,37 s (42) | 50,40 s |
| 40    | Sophie Mathiou            | 25,03 s (35) | 25,37 s (42) | 50,40 s |
| 41    | Anita Gulli               | 25,12 s (39) | 25,29 s (41) | 50,41 s |
| 42    | Delia Durrer              | 25,49 s (43) | 25,14 s (39) | 50,63 s |
| 43    | Adriana Jelinkova         | 25,53 s (44) | 25,15 s (40) | 50,68 s |
| 44    | Amélie Klopfenstein       | 26,09 s (46) | 25,86 s (44) | 51,95 s |
|       | Paula Moltzan             | 24,62 s (16) | DNF          | DNF     |
|       | Axelle Mollin             | 25,95 s (45) | DNF          | DNF     |

### Parallel
| Platz | Name                    | Level          | Zeit        |
| ----- | ----------------------- | -------------- | ----------- |
|       | Andreja Slokar          | Großes Finale  | 48,46 s     |
|       | Thea Louise Stjernesund | Großes Finale  | 48,51 s     |
|       | Kristin Lysdahl         | Kleines Finale | 49,16 s     |
| 04    | Marta Bassino           | Kleines Finale | 49,26 s     |
| 05    | Sara Hector             | 5./6. Platz    | 48,97 s     |
| 06    | Marte Monsen            | 5./6. Platz    | 50,25 s     |
| 07    | Lena Dürr               | 7./8. Platz    | 49,72 s     |
| 08    | Tina Robnik             | 7./8. Platz    | DNF/24,59 s |
| 09    | Stephanie Brunner       | Achtelfinale   | 48,74 s     |
| 10    | Coralie Frasse Sombet   | Achtelfinale   | 48,92 s     |
| 11    | Maryna Gąsienica-Daniel | Achtelfinale   | 49,37 s     |
| 12    | Andrea Ellenberger      | Achtelfinale   | 49,44 s     |
| 13    | Elisa Mörzinger         | Achtelfinale   | 49,72 s     |
| 14    | Vanessa Kasper          | Achtelfinale   | 49,83 s     |
| 15    | Lara Gut-Behrami        | Achtelfinale   | 24,57 s/DNF |
| 16    | Katharina Liensberger   | Achtelfinale   | 24,34 s/DNF |
| 17    | Simone Wild             | Qualifikation  | 49,32 s     |
| 18    | Andrea Filser           | Qualifikation  | 49,32 s     |
| 19    | Emma Aicher             | Qualifikation  | 49,36 s     |
| 20    | Katharina Truppe        | Qualifikation  | 49,38 s     |
| 21    | Estelle Alphand         | Qualifikation  | 49,39 s     |
| 22    | Clara Direz             | Qualifikation  | 49,40 s     |
| 23    | Chiara Mair             | Qualifikation  | 49,51 s     |

| Platz | Name                      | Level         | Zeit    |
| ----- | ------------------------- | ------------- | ------- |
| 24    | Maria Therese Tviberg     | Qualifikation | 49,58 s |
| 25    | Camille Rast              | Qualifikation | 49,66 s |
| 26    | A J Hurt                  | Qualifikation | 49,66 s |
| 27    | Jasmina Suter             | Qualifikation | 49,75 s |
| 28    | Katharina Gallhuber       | Qualifikation | 49,78 s |
| 29    | Franziska Gritsch         | Qualifikation | 49,81 s |
| 30    | Nina O’Brien              | Qualifikation | 49,81 s |
| 31    | Roberta Midali            | Qualifikation | 49,85 s |
| 32    | Piera Hudson              | Qualifikation | 49,87 s |
| 33    | Kristina Riis-Johannessen | Qualifikation | 49,88 s |
| 34    | Meta Hrovat               | Qualifikation | 49,92 s |
| 35    | Stephanie Resch           | Qualifikation | 50,01 s |
| 36    | Charlotte Lingg           | Qualifikation | 50,16 s |
| 37    | Katharina Huber           | Qualifikation | 50,16 s |
| 38    | Ana Bucik                 | Qualifikation | 50,16 s |
| 39    | Celina Haller             | Qualifikation | 50,40 s |
| 40    | Sophie Mathiou            | Qualifikation | 50,40 s |
| 41    | Anita Gulli               | Qualifikation | 50,41 s |
| 42    | Delia Durrer              | Qualifikation | 50,63 s |
| 43    | Adriana Jelinkova         | Qualifikation | 50,68 s |
| 44    | Amélie Klopfenstein       | Qualifikation | 51,95 s |
|       | Paula Moltzan             | Qualifikation | DNF     |
|       | Axelle Mollin             | Qualifikation | DNF     |

## Ergebnis Herren

### Qualifikation
| Roter Kurs | Roter Kurs                           | Roter Kurs | Blauer Kurs | Blauer Kurs                   | Blauer Kurs |
| Platz      | Name                                 | Zeit       | Platz       | Name                          | Zeit        |
| ---------- | ------------------------------------ | ---------- | ----------- | ----------------------------- | ----------- |
| 01         | Alexis Pinturault                    | 22,70 s    | 01          | Atle Lie McGrath              | 22,75 s     |
| 02         | Gino Caviezel                        | 22,82 s    | 02          | Henrik Kristoffersen          | 22,76 s     |
| 03         | Christian Hirschbühl                 | 22,86 s    | 03          | Dominik Raschner              | 22,77 s     |
| 04         | Charlie Raposo                       | 22,87 s    | 04          | Žan Kranjec                   | 22,79 s     |
| 05         | Armand Marchant                      | 22,89 s    | 05          | Erik Read                     | 22,89 s     |
| 06         | Cyprien Sarrazin                     | 22,91 s    | 06          | Linus Straßer                 | 22,93 s     |
| 07         | Julian Rauchfuss                     | 22,94 s    | 07          | Thomas Dorner                 | 22,94 s     |
| 07         | Alexander Schmid                     | 22,94 s    | 08          | Stefan Brennsteiner           | 23,01 s     |
| 09         | Thibaut Favrot                       | 22,95 s    | 08          | Leif Kristian Nestvold-Haugen | 23,01 s     |
| 10         | Daniele Sette                        | 23,00 s    | 10          | Trevor Philp                  | 23,02 s     |
| 11         | Alex Vinatzer                        | 23,01 s    | 11          | Patrick Feurstein             | 23,04 s     |
| 12         | Štefan Hadalin                       | 23,02 s    | 11          | Filip Zubčić                  | 23,04 s     |
| 13         | Victor Muffat-Jeandet                | 23,03 s    | 13          | Iwan Andrejewitsch Kusnezow   | 23,07 s     |
| 14         | Livio Simonet                        | 23,08 s    | 14          | Cédric Noger                  | 23,13 s     |
| 15         | Timon Haugan                         | 23,10 s    | 15          | Seigo Katō                    | 23,15 s     |
| 16         | Stefan Luitz                         | 23,13 s    | 16          | Fabio Gstrein                 | 23,16 s     |
| 17         | Adrian Pertl                         | 23,17 s    | 17          | Giovanni Borsotti             | 23,19 s     |
| 18         | Marco Reymond                        | 23,25 s    | 18          | Hannes Zingerle               | 23,21 s     |
| 18         | Alexander Alexandrowitsch Andrijenko | 23,25 s    | 19          | Kristoffer Jakobsen           | 23,25 s     |
| 20         | Michael Matt                         | 23,26 s    | 20          | Fabian Gratz                  | 23,37 s     |
| 20         | Mattias Roenngren                    | 23,26 s    | 21          | Luca De Aliprandini           | 23,39 s     |
| 22         | Simon Maurberger                     | 23,28 s    | 22          | Clément Noël                  | 23,41 s     |
| 23         | Samu Torsti                          | 23,37 s    | 23          | Andreas Žampa                 | 23,43 s     |
| 24         | Maarten Meiners                      | 23,56 s    | 24          | Ian Gut                       | 23,58 s     |
| 25         | Rok Ažnoh                            | 23,62 s    | 25          | Simon Breitfuss Kammerlander  | 23,62 s     |
| 26         | Andrej Drukarov                      | 23,63 s    | 26          | Billy Major                   | 23,67 s     |
| 27         | Daniel Paulus                        | 23,65 s    |             | Alec Scott                    | DNF         |
| 28         | Michał Jasiczek                      | 23,85 s    |             | Fabian Wilkens Solheim        | DNF         |
|            | Thomas Tumler                        | DNF        |             |                               |             |

### Elimination
|                                   |                               | Blauer Kurs              | Roter Kurs               |                          |
| Platz                             | Name                          | Zeit                     | Zeit                     | Gesamt                   |
| Qualifiziert fürs Finale          | Qualifiziert fürs Finale      | Qualifiziert fürs Finale | Qualifiziert fürs Finale | Qualifiziert fürs Finale |
| --------------------------------- | ----------------------------- | ------------------------ | ------------------------ | ------------------------ |
| 01                                | Dominik Raschner              | 22,77 s (4)              | 22,81 s (2)              | 45,58 s                  |
| 02                                | Žan Kranjec                   | 22,79 s (5)              | 22,83 s (4)              | 45,62 s                  |
| 03                                | Henrik Kristoffersen          | 22,76 s (3)              | 22,94 s (9)              | 45,70 s                  |
| 04                                | Atle Lie McGrath              | 22,75 s (2)              | 22,97 s (15)             | 45,72 s                  |
| 05                                | Adrian Pertl                  | 22,67 s (1)              | 23,17 s (28)             | 45,84 s                  |
| 06                                | Erik Read                     | 22,89 s (7)              | 22,97 s (15)             | 45,86 s                  |
| 07                                | Linus Straßer                 | 22,93 s (8)              | 22,94 s (9)              | 45,87 s                  |
| 08                                | Julian Rauchfuss              | 22,96 s (12)             | 22,94 s (9)              | 45,90 s                  |
| 09                                | Štefan Hadalin                | 22,93 s (8)              | 23,02 s (20)             | 45,95 s                  |
| 10                                | Trevor Philp                  | 23,02 s (16)             | 22,94 s (9)              | 45,96 s                  |
| 11                                | Alex Vinatzer                 | 22,95 s (11)             | 23,01 s (19)             | 45,96 s                  |
| 12                                | Alexander Schmid              | 23,03 s (17)             | 22,94 s (9)              | 45,97 s                  |
| 13                                | Cyprien Sarrazin              | 23,10 s (22)             | 22,91 s (8)              | 46,01 s                  |
| 14                                | Stefan Brennsteiner           | 23,01 s (14)             | 23,00 s (17)             | 46,01 s                  |
| 15                                | Christian Hirschbühl          | 23,16 s (27)             | 22,86 s (5)              | 46,02 s                  |
| 16                                | Armand Marchant               | 23,13 s (23)             | 22,89 s (7)              | 46,02 s                  |
| nicht für das Finale qualifiziert |                               |                          |                          |                          |
| 17                                | Charlie Raposo                | 23,18 s (30)             | 22,87 s (6)              | 46,05 s                  |
| 18                                | Thibaut Favrot                | 23,14 s (25)             | 22,95 s (14)             | 46,09 s                  |
| 19                                | Victor Muffat-Jeandet         | 23,08 s (21)             | 23,03 s (21)             | 46,11 s                  |
| 20                                | Gino Caviezel                 | 23,30 s (37)             | 22,82 s (3)              | 46,12 s                  |
| 21                                | Mattias Roenngren             | 22,87 s (6)              | 23,26 s (36)             | 46,13 s                  |
| 22                                | Cédric Noger                  | 23,13 s (23)             | 23,04 s (22)             | 46,17 s                  |
| 23                                | Leif Kristian Nestvold-Haugen | 23,01 s (14)             | 23,17 s (28)             | 46,18 s                  |
| 24                                | Filip Zubčić                  | 23,04 s (18)             | 23,18 s (31)             | 46,22 s                  |
| 25                                | Thomas Dorner                 | 22,94 s (10)             | 23,29 s (39)             | 46,23 s                  |
| 26                                | Simon Maurberger              | 22,96 s (12)             | 23,28 s (38)             | 46,24 s                  |
| 27                                | Seigo Katō                    | 23,15 s (26)             | 23,11 s (25)             | 46,26 s                  |
| 28                                | Daniele Sette                 | 23,29 s (36)             | 23,00 s (17)             | 46,29 s                  |

|       |                                      | Blauer Kurs  | Roter Kurs   |         |
| Platz | Name                                 | Zeit         | Zeit         | Gesamt  |
| ----- | ------------------------------------ | ------------ | ------------ | ------- |
| 29    | Patrick Feurstein                    | 23,04 s (18) | 23,31 s (41) | 46,35 s |
| 30    | Giovanni Borsotti                    | 23,19 s (31) | 23,21 s (32) | 46,40 s |
| 31    | Stefan Luitz                         | 23,30 s (37) | 23,13 s (27) | 46,43 s |
| 32    | Hannes Zingerle                      | 23,21 s (33) | 23,22 s (33) | 46,43 s |
| 33    | Iwan Andrejewitsch Kusnezow          | 23,07 s (20) | 23,40 s (45) | 46,47 s |
| 34    | Clément Noël                         | 23,41 s (43) | 23,11 s (25) | 46,52 s |
| 35    | Alexander Alexandrowitsch Andrijenko | 23,27 s (35) | 23,25 s (34) | 46,52 s |
| 36    | Fabio Gstrein                        | 23,16 s (27) | 23,37 s (42) | 46,53 s |
| 37    | Luca De Aliprandini                  | 23,39 s (42) | 23,17 s (28) | 46,56 s |
| 38    | Samu Torsti                          | 23,19 s (31) | 23,37 s (42) | 46,56 s |
| 39    | Marco Reymond                        | 23,36 s (40) | 23,25 s (34) | 46,61 s |
| 40    | Kristoffer Jakobsen                  | 23,25 s (34) | 23,38 s (44) | 46,63 s |
| 41    | Fabian Gratz                         | 23,37 s (41) | 23,30 s (40) | 46,67 s |
| 42    | Maarten Meiners                      | 23,16 s (27) | 23,56 s (47) | 46,72 s |
| 43    | Daniel Paulus                        | 23,35 s (39) | 23,65 s (50) | 47,00 s |
| 44    | Rok Ažnoh                            | 23,42 s (44) | 23,62 s (48) | 47,04 s |
| 45    | Ian Gut                              | 23,58 s (48) | 23,54 s (46) | 47,12 s |
| 46    | Andreas Žampa                        | 23,43 s (45) | 23,70 s (51) | 47,13 s |
| 47    | Andrej Drukarov                      | 23,56 s (46) | 23,63 s (49) | 47,19 s |
| 48    | Michał Jasiczek                      | 23,57 s (47) | 23,85 s (52) | 47,42 s |
| 49    | Billy Major                          | 23,67 s (50) | 23,87 s (53) | 47,54 s |
|       | Alexis Pinturault                    | DNF          | 22,70 s (1)  | DNF     |
|       | Livio Simonet                        | DNF          | 23,08 s (23) | DNF     |
|       | Timon Haugan                         | DNF          | 23,10 s (24) | DNF     |
|       | Michael Matt                         | DNF          | 23,26 s (36) | DNF     |
|       | Simon Breitfuss Kammerlander         | 23,62 (49)   | DNF          | DNF     |
|       | Fabian Wilkens Solheim               | DNF          |              | DNF     |
|       | Thomas Tumler                        |              | DNF          | DNF     |
|       | Alec Scott                           | DNF          |              | DNF     |

### Parallel
| Platz | Name                          | Level          | Zeit        |
| ----- | ----------------------------- | -------------- | ----------- |
|       | Christian Hirschbühl          | Großes Finale  | 45,30 s     |
|       | Dominik Raschner              | Großes Finale  | 45,28 s     |
|       | Atle Lie McGrath              | Kleines Finale | 45,40 s     |
| 04    | Henrik Kristoffersen          | Kleines Finale | 45,55 s     |
| 05    | Trevor Philp                  | 5./6. Platz    | 45,49 s     |
| 06    | Adrian Pertl                  | 5./6. Platz    | DNF/23,05 s |
| 07    | Erik Read                     | 7./8. Platz    | 45,58 s     |
| 08    | Štefan Hadalin                | 7./8. Platz    | 47,72 s     |
| 09    | Julian Rauchfuss              | Achtelfinale   | 45,35 s     |
| 10    | Žan Kranjec                   | Achtelfinale   | 45,99 s     |
| 11    | Stefan Brennsteiner           | Achtelfinale   | 46,06 s     |
| 12    | Linus Straßer                 | Achtelfinale   | 46,34 s     |
| 13    | Alex Vinatzer                 | Achtelfinale   | 46,35 s     |
| 14    | Alexander Schmid              | Achtelfinale   | DNF/22,76 s |
| 15    | Cyprien Sarrazin              | Achtelfinale   | DNF/22,90 s |
| 16    | Armand Marchant               | Achtelfinale   | 22,71/DNF   |
| 17    | Charlie Raposo                | Qualifikation  | 46,05 s     |
| 18    | Thibaut Favrot                | Qualifikation  | 46,09 s     |
| 19    | Victor Muffat-Jeandet         | Qualifikation  | 46,11 s     |
| 20    | Gino Caviezel                 | Qualifikation  | 46,12 s     |
| 21    | Mattias Roenngren             | Qualifikation  | 46,13 s     |
| 22    | Cédric Noger                  | Qualifikation  | 46,17 s     |
| 23    | Leif Kristian Nestvold-Haugen | Qualifikation  | 46,18 s     |
| 24    | Filip Zubčić                  | Qualifikation  | 46,22 s     |
| 25    | Thomas Dorner                 | Qualifikation  | 46,23 s     |
| 26    | Simon Maurberger              | Qualifikation  | 46,24 s     |
| 27    | Seigo Katō                    | Qualifikation  | 46,26 s     |

| Platz | Name                                 | Level         | Zeit    |
| ----- | ------------------------------------ | ------------- | ------- |
| 28    | Daniele Sette                        | Qualifikation | 46,29 s |
| 29    | Patrick Feurstein                    | Qualifikation | 46,35 s |
| 30    | Giovanni Borsotti                    | Qualifikation | 46,40 s |
| 31    | Stefan Luitz                         | Qualifikation | 46,43 s |
| 32    | Hannes Zingerle                      | Qualifikation | 46,43 s |
| 33    | Iwan Andrejewitsch Kusnezow          | Qualifikation | 46,47 s |
| 34    | Clément Noël                         | Qualifikation | 46,52 s |
| 35    | Alexander Alexandrowitsch Andrijenko | Qualifikation | 46,52 s |
| 36    | Fabio Gstrein                        | Qualifikation | 46,53 s |
| 37    | Luca De Aliprandini                  | Qualifikation | 46,56 s |
| 38    | Samu Torsti                          | Qualifikation | 46,56 s |
| 39    | Marco Reymond                        | Qualifikation | 46,61 s |
| 40    | Kristoffer Jakobsen                  | Qualifikation | 46,63 s |
| 41    | Fabian Gratz                         | Qualifikation | 46,67 s |
| 42    | Maarten Meiners                      | Qualifikation | 46,72 s |
| 43    | Daniel Paulus                        | Qualifikation | 47,00 s |
| 44    | Rok Ažnoh                            | Qualifikation | 47,04 s |
| 45    | Ian Gut                              | Qualifikation | 47,12 s |
| 46    | Andreas Žampa                        | Qualifikation | 47,13 s |
| 47    | Andrej Drukarov                      | Qualifikation | 47,19 s |
| 48    | Michał Jasiczek                      | Qualifikation | 47,42 s |
| 49    | Billy Major                          | Qualifikation | 47,54 s |
|       | Alexis Pinturault                    | Qualifikation | DNF     |
|       | Livio Simonet                        | Qualifikation | DNF     |
|       | Timon Haugan                         | Qualifikation | DNF     |
|       | Michael Matt                         | Qualifikation | DNF     |
|       | Simon Breitfuss Kammerlander         | Qualifikation | DNF     |